# ديفيد كلارك (مدون صوتي)
ديفيد كلارك (بالإنجليزية: David Alexander Clarke)‏ هو مدون صوتي أمريكي، ولد في 21 أغسطس 1956 في ميلواكي في الولايات المتحدة.

## وصلات خارجية
- الموقع الرسمي